# Pentazin
Pentazin je hypotetická chemická sloučenina, šestičlenný kruh obsahující pět atomů dusíku, se vzorcem CHN5. Je součástí řady azinů, společně s pyridinem (monoazinem), diaziny, triaziny, tetraziny, a hexazinem.
Pentazin by měl být nestálý a rozkládat se na kyanovodík (HCN) a dusík (N2). Odhadovaná aktivační energie tohoto rozkladu činí 20 kJ/mol.